# Karim El-Mahouab
Karim Hamid El Maouhab (18 de octubre de 1966) es un balonmanista argelino. Participó en los Juegos Olímpicos de Atlanta 1996 y fue abanderado de su país.

## Palmarés internacional
| Juegos Olímpicos     | Juegos Olímpicos                | Juegos Olímpicos |
| Año                  | Lugar                           | Medalla          |
| -------------------- | ------------------------------- | ---------------- |
| 1996                 | Atlanta ( Estados Unidos)       | 10.º puesto      |
| Campeonato Mundial   |                                 |                  |
| Año                  | Lugar                           | Medalla          |
| 1990                 | Checoslovaquia                  | 16.º puesto      |
| 1995                 | Islandia                        | 16.º puesto      |
| 1999                 | Egipto                          | 15.º puesto      |
| 2001                 | Francia                         | 13.º puesto      |
| Campeonato de África |                                 |                  |
| Año                  | Lugar                           | Medalla          |
| 1985                 | Luanda ( Angola)                | 01 ! [ 7 ]       |
| 1987                 | Rabat ( Marruecos)              | 01 ! [ 8 ]       |
| 1991                 | El Cairo ( Egipto)              | 02 ! [ 9 ]       |
| 1992                 | Yamoussoukro ( Costa de Marfil) | 03 ! [ 10 ]      |
| 1994                 | Tunis ( Túnez)                  | 02 ! [ 11 ]      |